# Transmedium
Transmedium är en komplex informationskanal som på tvären, för att fungera som ett övergripande medium, använder flera andra informationskanaler. Jämför principen för Interdisciplinär tvärvetenskap. I parapsykologiska sammanhang kan användningen av ett annat medvetandetillstånd, så kallad trans, anses som ett komplext tillvägagångssätt. Att gå bortom, gå över, för att sedan i kommunikationskedjan kombinera, eller använda enskilda, andra medier för att förmedla budskap.

## Etymologi
Trans- som prefix betyder över, bortom, att gå bortom, från latinets trans-, som preposition över, gå över, bortom, det förmodade ursprunget är från trare-, som betyder att korsa (se igenom). Medium är från 1580-talet, ett mellanläge på kvalitet eller grad från latinets medium i mitten, mitt, center, intervall, Också använt som det adjektiva, neutrumet, medius (se adjektivet medial) i betydelsen  mellanliggande organ, kanal för kommunikation från 1500-talet. I betydelsen person som förmedlar andliga meddelanden har hittats i dokument från 1853, från begreppet substans genom vilken något leds. 

## Transmedium: berättarteknik
Ett sätt att beskriva hur kommunikationen sker då man som kommunikatör arbetar med flera medier parallellt under en längre tid är att man använder dels medveten publicering av eget material i flera olika medier, och dessutom utnyttjar den självgående kraft som sedan sker i sociala medier och i hur olika massmedier uppmärksammar fenomenet. Ofta tar man även tillvara responsen från budskapets mottagare för att eventuellt förändra slutprodukten, eller till och med för att förändra marknadsföringen under processens gång. Ibland kan detta sätt att kommunicera ut ett budskap liknas vid ett superstort makroseminarium där deltagarna, avsändare och mottagare, får frön till idéer som ger näring åt den fortsatta kommunikationen. Deltagarna, avsändare och mottagare, inspirerar varandra i olika grad så att kommunikationen går framåt. På olika sätt bidrar alla deltagare till både konkreta och abstrakta resurser för fenomenets överlevnad. Företeelsen blir i sig ett medium, ett medel, en bred informationskanal, för kommunikation.
Exempelvis innehåller mediet television två andra medier - rörlig bild och ljud. Om ett TV-program (till exempel Bingolotto) tillåter att man kan e-posta eller ringa in och rösta, framföra åsikter eller ställa frågor som tas upp i programmet, så tillkommer en interaktivitet, en form av dialog, genom det extra mediet telefoni, internet eller skrift (bingolotto-kupongen). Kommunikationen har blivit ett transmedium. Följer deltagarna sedan dagspressen och ytterligare sändningar av programmen så består transmediumet även under en längre tid. Definitionsmässigt så är även en diskussion om programmet eller föremålet för kommunikationen, till exempel på en fikarast eller med vänner, en del av makroseminariet, transmediet.

## Förmedling av andevärldar
Transmedium benämns ibland också en person som säger sig kunna förpassa sig till ett förändrat medvetandetillstånd, för att där tillåta andevärlden att komma närmare. Upplevelserna därifrån förmedlas, medieras, sedan med hjälp av tal, skrift, målning, healing, och så vidare. Förmedlingssättet utgör i sig också ett medium i en av dess andra betydelser.